# Gare d’Épanvilliers
Gare d’Épanvilliers vasútállomás Franciaországban, Blanzay településen.

## Vasútvonalak
Az állomást az alábbi vasútvonalak érintik:
- Párizs–Bordeaux-vasútvonal

## Kapcsolódó állomások
A vasútállomáshoz az alábbi állomások vannak a legközelebb:
- Gare d’Anché - Voulon (Paris Gare d’Austerlitz, Párizs–Bordeaux-vasútvonal)
- Gare de Saint-Saviol (Gare de Bordeaux-Saint-Jean, Párizs–Bordeaux-vasútvonal)